# Poyntonophrynus vertebralis
Poyntonophrynus vertebralis är en groddjursart som först beskrevs av Smith 1848.  Poyntonophrynus vertebralis ingår i släktet Poyntonophrynus och familjen paddor. IUCN kategoriserar arten globalt som livskraftig. Inga underarter finns listade i Catalogue of Life.